# يوليوس جاي راديشي
يوليوس جاي راديشي (بالإنجليزية: Julius J. Radice)‏ هو لاعب كرة قاعدة أمريكي، ولد في 1908 في واشنطن العاصمة في الولايات المتحدة، وتوفي في 1966.